# インヴィンシブル (巡洋戦艦)

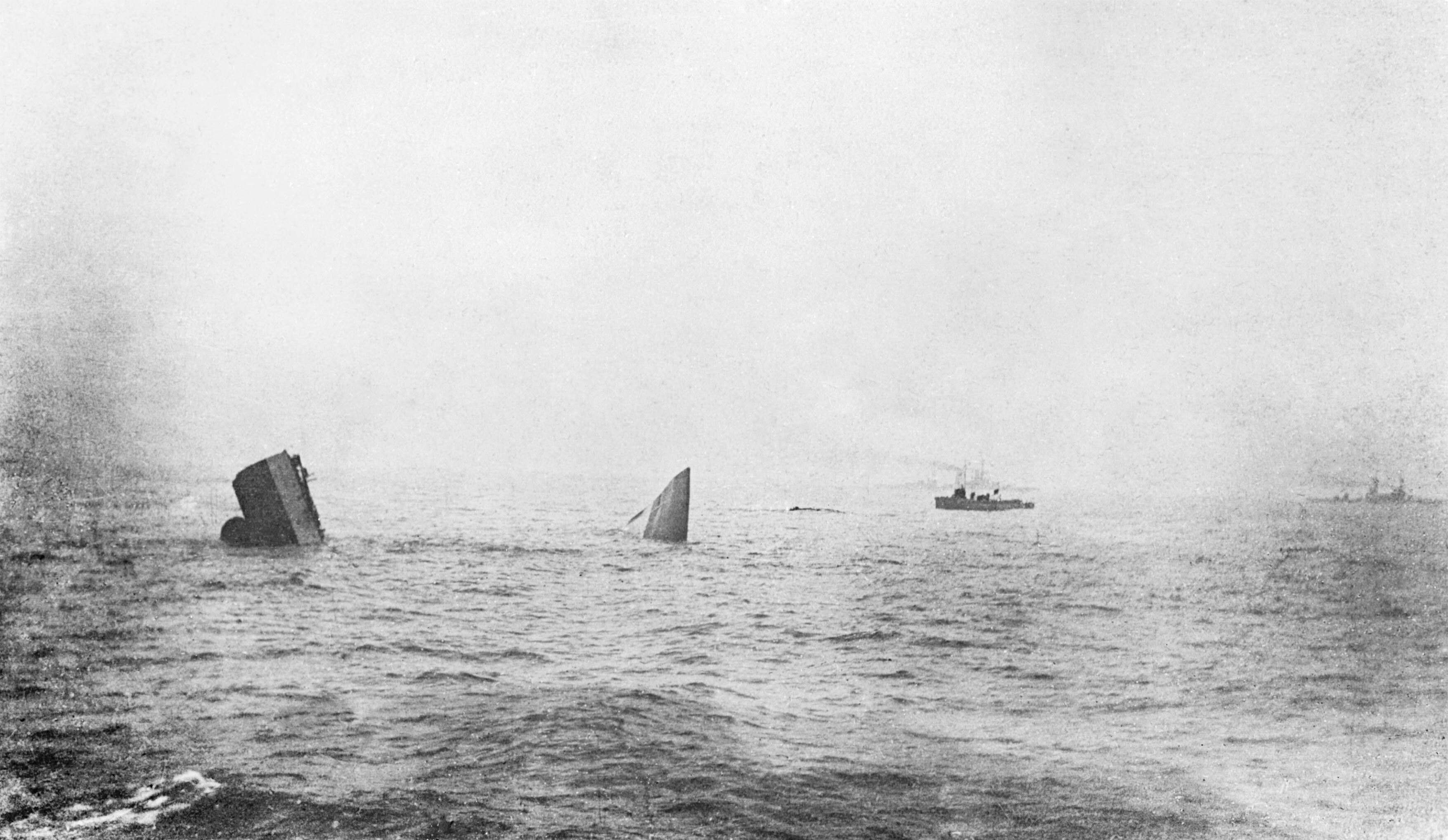
船体が二つに割れ、沈没する「インヴィンシブル」

インヴィンシブル（英語: HMS Invincible）はイギリス海軍の巡洋戦艦。インヴィンシブル級巡洋戦艦の1番艦。世界初の巡洋戦艦である。

## 艦歴
1905年度計画によりアームストロング社で建造。1908年就役。
第一次世界大戦開戦後、1914年8月28日にヘルゴラント・バイト海戦に参加した。続いて南大西洋に向かい、巡洋戦艦「インフレキシブル」とともに1914年12月8日のフォークランド沖海戦でドイツ東洋艦隊を撃破した。1915年のダーダネルス海峡の戦いにも参加した。その後グランド・フリートに編入された。
1916年5月31日のユトランド沖海戦には、ホレース・フッド提督座乗の第3巡洋戦艦戦隊の旗艦として参加した。当初は有利に戦闘を進めていたものの、突然あたりの濛気が晴れ、本艦は空の明るい一部を背景に艦影を明瞭に現わしたため、約8600メートルの近距離にあったドイツ巡洋戦艦「デアフリンガー」から砲撃を浴びた。デアフリンガーの主砲弾はインヴィンシブルの砲塔を貫通・誘爆させて船体を真っ二つに割り、インヴィンシブルはぽっきりと折れて轟沈した。フッド提督以下乗組員1032名のうち、生存者はわずか6名であった。
現在、水深55 mの海底に沈む「インヴィンシブル」の残骸はProtection of Military Remains Act 1986により法的に保護されている。